# Datonglong
Genre
Espèce
Datonglong est un genre de dinosaures herbivores ornithischiens de la super-famille des Hadrosauroidea. L'espèce unique, Datonglong tianzhenensis, a été décrite à partir de restes fossiles retrouvés en Chine, dans des couches géologiques datées du Crétacé supérieur (95 à 80 millions d'années).